# Original Single Kollektion
Original Single Kollektion est un coffret publié par le groupe allemand Rammstein, il contient les 6 premiers singles publiés par le groupe. Le coffret contient les singles et une affiche. Il a été édité à 10 000 exemplaires. Certains sont encore en vente sur des sites d'enchère comme eBay à des prix pouvant facilement dépasser 200€.

## Contenus

### Du riechst so gut
1. Du riechst so gut  (Single Version)  - 4:50
2. Wollt ihr das Bett in Flammen sehen?  (Album Version)  - 5:19
3. Du riechst so gut  (Scal Remix)  - 4:45

### Seemann
1. Seemann - 4:48
2. Der Meister - 4:10
3. Rammstein in the House  (Timewriter RMX)  - 6:24

### Engel
1. Engel - 4:23
2. Sehnsucht - 4:02
3. Rammstein  (Eskimos & Egypt Radio Edit)  - 3:41
4. Rammstein  (Eskimos & Egypt Instrumental Edit)  - 3:27
5. Rammstein  (Original)  - 4:25

### Engel (Fan-Edition)
1. Engel  (Extended Version)  - 4:34
2. Feuerräder  (Live Demo Version)  - 4:47
3. Wilder Wein  (Demo Version)  - 5:41
4. Rammstein  (Eskimos & Egypt Instrumental Edit)  - 3:27

### Du hast
1. Du hast  (Single Version)  - 3:54
2. Bück dich  (Album Version)  - 3:21
3. Du hast  (Remix by Jacob Hellner)  - 6:44
4. Du hast  (Remix by Clawfinger)  - 5:24

### Das Modell
1. Das Modell - 4:46
2. Kokain - 3:09
3. Alter Mann  (Special Version)  - 4:22
4. Rammstein Computerspiel für Windows

## Référence
- (en) Cet article est partiellement ou en totalité issu de l’article de Wikipédia en anglais intitulé « Original Single Kollektion » (voir la liste des auteurs).